# Wzgórze Słowiańskie
Wzgórze Słowiańskie we Wrocławiu, to sztucznie usypane wzniesienie położone na osiedlu Nadodrze we Wrocławiu przy Placu Słowiańskim. Zajmuje obszar około 3 ha. Otoczone jest niewielkim parkiem – drzewostanem.
Na wzgórzu znajduje się Pomnik Wyzwolenia Wrocławia w kształcie płonącego znicza. Powstał w 1980 r., w 35 rocznicę zakończenia wojny. Od strony ulicy Jedności Narodowej mieści się powstała w 1980 r. rzeźba "kompozycja z kwiatami” tej samej autorki, Janiny Szczypczyńskiej-Krajewskiej. Istnieje tu również rekreacyjna trasa saneczkowa.
Teren, na którym położone jest wzniesienie, otoczony jest:
- od południa – Placem Słowiańskim i ulicą Słowiańską,
- od wschodu – ulicą Jedności Narodowej,
- od północy – ulicą Namysłowską i ulicą Dolną, dalej torami kolejowymi na linii Wrocław Nadodrze-Oleśnica,
- od zachodu – terenem zajezdni tramwajowej nr 2 (ul. Słowiańska 16).